# Urotrichus giganteus
Urotrichus giganeus — вид комахоїдних ссавців кротових (Talpidae). Скам'янілі рештки представляють міоцен Австрії (3 колекції). Типовий екземпляр: NHMW 2004z0208/0001 humerus sin., набір елементів кінцівки.